# Attawapiskat Airport
Attawapiskat Airport är en flygplats i Kanada.   Den ligger i provinsen Ontario, i den östra delen av landet, 900 km nordväst om huvudstaden Ottawa. Attawapiskat Airport ligger 5 meter över havet.
Terrängen runt Attawapiskat Airport är mycket platt. Trakten runt Attawapiskat Airport är nära nog obefolkad, med mindre än två invånare per kvadratkilometer..
Trakten runt Attawapiskat Airport består huvudsakligen av våtmarker.